# Supercoppa UEFA 1973
La Supercoppa UEFA 1973 è stata la prima edizione della Supercoppa UEFA.
Si è svolta il 9 e 16 gennaio 1974 in gara di andata e ritorno tra la squadra vincitrice della Coppa dei Campioni 1972-1973, gli olandesi dell'Ajax, e la squadra vincitrice della Coppa delle Coppe 1972-1973, gli italiani del Milan.
A conquistare il titolo è stato l'Ajax che, pur perdendo 0-1 la partita di andata a Milano, ha poi vinto in goleada 6-0 la gara di ritorno ad Amsterdam: il parziale del retour match passò agli annali come il maggiore scarto in partita singola nella storia della competizione, eguagliato successivamente dal Liverpool contro l'Amburgo nella finale di ritorno dell'edizione 1977.

## Partecipanti
| Squadre | Qualificazione                                | Partecipazioni precedenti (il grassetto indica la vittoria) |
| ------- | --------------------------------------------- | ----------------------------------------------------------- |
| Ajax    | Vincitrice della Coppa dei Campioni 1972-1973 | Nessuna                                                     |
| Milan   | Vincitrice della Coppa delle Coppe 1972-1973  | Nessuna                                                     |

## Tabellini

### Andata
| Arbitro: | Rudolf Scheurer |

|              |           |  |
| Chiarugi 77’ | Marcatori |  |

| Milan | Ajax |

| Milan (5-4-1)                   |  |                         |  |     |
|                                 |  |                         |  |     |
| P                               |  | Villiam Vecchi          |  |     |
| D                               |  | Giuseppe Sabadini       |  |     |
| D                               |  | Angelo Anquilletti      |  |     |
| D                               |  | Aldo Maldera            |  |     |
| D                               |  | Karl-Heinz Schnellinger |  |     |
| D                               |  | Maurizio Turone         |  |     |
| C                               |  | Alessandro Turini       |  | 46’ |
| C                               |  | Romeo Benetti           |  |     |
| C                               |  | Gianni Rivera (c)       |  |     |
| C                               |  | Giorgio Biasiolo        |  |     |
| A                               |  | Luciano Chiarugi        |  |     |
| Sostituto:                      |  |                         |  |     |
| C                               |  | Franco Bergamaschi      |  | 46’ |
| Allenatore:                     |  |                         |  |     |
| Cesare Maldini                  |  |                         |  |     |
| Nereo Rocco (direttore tecnico) |  |                         |  |     |

| Ajax (4-3-3)  |  |                   |
|               |  |                   |
| P             |  | Heinz Stuy        |
| D             |  | Wim Suurbier      |
| D             |  | Horst Blankenburg |
| D             |  | Barry Hulshoff    |
| D             |  | Ruud Krol         |
| C             |  | Arie Haan         |
| C             |  | Gerrie Mühren     |
| C             |  | Johan Neeskens    |
| A             |  | Johnny Rep        |
| A             |  | Jan Mulder        |
| A             |  | Piet Keizer (c)   |
| Allenatore:   |  |                   |
| George Knobel |  |                   |

### Ritorno
| Arbitro: | Rudi Glöckner |

|                                                                       |           |  |
| Mulder 26’ Keizer 35’ Neeskens 71’ Rep 81’ Mühren 84’ (rig.) Haan 87’ | Marcatori |  |

| Ajax | Milan |

| Ajax (4-3-3)  |    |                   |
|               |    |                   |
| P             | 1  | Heinz Stuy        |
| D             | 2  | Wim Suurbier      |
| D             | 3  | Barry Hulshoff    |
| D             | 4  | Horst Blankenburg |
| D             | 5  | Ruud Krol         |
| C             | 6  | Arie Haan         |
| C             | 7  | Johan Neeskens    |
| A             | 8  | Jan Mulder        |
| A             | 9  | Johnny Rep        |
| C             | 10 | Gerrie Mühren     |
| A             | 11 | Piet Keizer (c)   |
| Allenatore:   |    |                   |
| George Knobel |    |                   |

| Milan (5-4-1)                   |    |                         |  |     |
|                                 |    |                         |  |     |
| P                               | 1  | Villiam Vecchi          |  |     |
| D                               | 2  | Angelo Anquilletti      |  |     |
| D                               | 3  | Aldo Maldera            |  |     |
| D                               | 4  | Dario Dolci             |  |     |
| D                               | 5  | Maurizio Turone         |  |     |
| D                               | 6  | Karl-Heinz Schnellinger |  |     |
| C                               | 7  | Giuseppe Sabadini       |  |     |
| C                               | 8  | Romeo Benetti           |  |     |
| C                               | 9  | Gianni Rivera (c)       |  |     |
| C                               | 10 | Giorgio Biasiolo        |  | 71’ |
| A                               | 11 | Luciano Chiarugi        |  |     |
| Sostituto:                      |    |                         |  |     |
| A                               | 16 | Carlo Tresoldi          |  | 71’ |
| Allenatore:                     |    |                         |  |     |
| Cesare Maldini                  |    |                         |  |     |
| Nereo Rocco (direttore tecnico) |    |                         |  |     |